# 聖克里斯托瓦爾貝拉帕斯
聖克里斯托瓦爾貝拉帕斯市镇（西班牙語：municipalidad de San Cristóbal Verapaz）是危地馬拉的市镇，由上維拉帕茲省負責管轄，位於該國中部。中心城鎮同名，始建於1565年8月14日，面積192平方公里，海拔高度1,393米，2008年人口54,704。
2020年11月，该市辖域内村庄被滑坡掩埋，造成大量伤亡。
15°21′51″N 90°29′32″W / 15.36417°N 90.49222°W